# Liste der Straßen in Freising
Die Liste der Straßen listet alle Straßennamen im Gemeindegebiet der Stadt Freising auf und gibt eine Erläuterung zur Herkunft des Namens.
| Straßenname                   | Ortsteil               | Namensgebung | Bilderkategorie |
| ----------------------------- | ---------------------- | --- | --------------- |
| Abelestraße                   | Freising               | Eugen Abele, deutscher Pfarrer und Heimatforscher, befasste sich insbesondere mit der Geschichte des Freisinger Dombergs |                 |
| Achering                      | Achering               | - |                 |
| Acheringer Hauptstraße        | Achering               | - |                 |
| Acheringer Straße             | Pulling                | Straße Richtung Achering |                 |
| Adalbert-Stifter-Straße       | Freising-Lerchenfeld   | Adalbert Stifter, österreichischer Schriftsteller, Maler und Pädagoge |                 |
| Adlerstraße                   | Sünzhausen             | Adler |                 |
| Adolf-Kolping-Straße          | Attaching              | Adolph Kolping, Priester, Begründer des Kolpingwerkes |                 |
| Ahornweg                      | Freising               | Ahorne |                 |
| Albert-Brey-Straße            | Freising               | Albert Brey; Pfarrer von St. Georg; Beteiligt an der Übergabe Freisings an die amerikanischen Truppen am Ende des Zweiten Weltkrieges; im Steinpark auf dem Gelände der ehemaligen General-von-Stein-Kaserne gelegen |                 |
| Albert-Sigismund-Straße       | Freising               | Albrecht Sigismund von Bayern, Fürstbischof von Freising |                 |
| Alexander-von-Humboldt-Weg    | Freising               | Alexander von Humboldt, deutscher Naturforscher |                 |
| Alleestraße                   | Freising-Neustift      | von Bäumen gesäumter kurzer Verbindungsweg (Allee) |                 |
| Alois-Steinecker-Straße       | Freising               | Alois Steinecker, Bauunternehmer aus Freising | Bilderkategorie |
| Alpenstraße                   | Freising               | Alpen | Bilderkategorie |
| Alte Akademie                 | Freising-Weihenstephan | führt zum Verwaltungsgebäude der TU-München in Freising, ehemaliges Akademiegebäude | Bilderkategorie |
| Alte Poststraße               | Freising-Neustift      | Ehemalige Straße in Richtung Landshut auf der die Kaiserliche Reichspost verkehrte; Zuvor Neustiftergasse; durch die Landshuter Straße ersetzt | Bilderkategorie |
| Altenhauser Fußweg            | Freising-Neustift      | Ehemaliger Fußweg nach Altenhausen | Bilderkategorie |
| Altenhauser Straße            | Freising-Neustift      | Straße von Freising nach Altenhausen | Bilderkategorie |
| Alter Berg                    | Haindlfing             | Ehemalige Verbindungsstraße Richtung Freising, die aus dem Ampertal hinaufführt | Bilderkategorie |
| Am Anger                      | Attaching              | Anger |                 |
| Am Angerbach                  | Freising-Lerchenfeld   | nach dem Angerbach |                 |
| Am Angerl                     | Hohenbachern           | kleiner Anger | Bilderkategorie |
| Am Baggersee                  | Pulling                | Pullinger Weiher |                 |
| Am Bahndamm                   | Pulling                | führt an der Bahnstrecke München–Regensburg entlang |                 |
| Am Büchl                      | Freising-Altstadt      | Büchl ist ein bayerisches Wort für Hügel, auf eine kleine Erhebung führend, schon 1263 wird die Schmiede am Büchl erwähnt | Bilderkategorie |
| Am Hochfeld                   | Hohenbachern           | Flurbezeichnung Hochfeld |                 |
| Am Hochrain                   | Hohenbachern           | nach rain (Grenzstreifen oder Höhenzug), vgl. Feldrain |                 |
| Am Hofgarten                  | Freising-Weihenstephan | Hier lag der Hofgarten des Klosters Weihenstephan | Bilderkategorie |
| Am Holzfeld                   | Haindlfing             | erschließt einen kleinen Wald, Holz war die Bezeichnung für ein kleines in Gemeinschaftseigentum befindliches Waldstück |                 |
| Am Isardamm                   | Achering               | führt von der Acheringer Hauptstraße in Richtung Isar |                 |
| Am Kneippgarten               | Freising               | Hier liegt das Gelände des Kneipp-Vereins |                 |
| Am Kreuzfeld                  | Hohenbachern           | alte Flurbezeichnung, möglicherweise von der Form eines Feldes stammend |                 |
| Am Kuhberg                    | Freising-Tuching       | möglicherweise nach den Kühen die von Tuching nach Attaching getrieben wurden |                 |
| Am Küchenfeld                 | Haindlfing             | führt zu den Küchenfelder, |                 |
| Am Lohmühlbach                | Freising-Lerchenfeld   | nach dem die ehemalige Lohmühle antreibenden Bach der hier verläuft |                 |
| Am Mitterfeld                 | Freising-Vötting       | Mittleres Feld, entweder geografisch das mittlere Feld, oder das mittlere Feld bei der Dreifelderwirtschaft |                 |
| Am Moosanger                  | Pulling                | ursprünglich Am Anger (s. o.), jedoch mit der Eingemeindung nach Freising Umbenennung zur Unterscheidung von der Straße Am Anger in Freising |                 |
| Am Neugereuth                 | Freising-Lerchenfeld   | Flurname nach reuten für Gewinnung neuen Bodens durch Rodung |                 |
| Am Schafhof                   | Freising               | führt zum Schafhof |                 |
| Am Schleiferbach              | Freising               | verläuft am Schleiferbach, der nach einer Schleifmühle benannt ist |                 |
| Am Schulweg                   | Pulling                | führt zur Pullinger Schule |                 |
| Am Schwimmbad                 | Freising-Lerchenfeld   | Freibad Freising | Bilderkategorie |
| Am Sonnenbichl                | Freising-Neustift      | Flurname, Bichl/Büchl ist ein bayerisches Wort für Hügel, der Sonnenbichl war eine Flur auf der Sonnenseite eines Hügels |                 |
| Am Sonnenfeld                 | Freising-Vötting       | Flurname, ein Sonnenfeld war ein Feld, das zu Zeiten der Dreifelderwirtschaft mehrere Jahre brachlag |                 |
| Am Sportplatz                 | Attaching              | - |                 |
| Am Staudengarten              | Freising-Weihenstephan | Straße am Sichtungsgarten Weihenstephan |                 |
| Am Stengerbach                | Freising-Lerchenfeld   | Hier verlief der Stengerbach, heute der Angerbach |                 |
| Am Straßfeld                  | Tüntenhausen           | Flurname, ein direkt an der Straße gelegenes Feld |                 |
| Am Vogelherd                  | Freising               | hier wurde Vogelfang betrieben |                 |
| Am Vogelsand                  | Sünzhausen             | vermutlich von Flurnamen abgeleitet |                 |
| Am Wald                       | Haindlfing             | kurze Stichstraße am Waldrand |                 |
| Am Waldrand                   | Freising               | verläuft entlang dem Freising nördlich umgebenden Wald |                 |
| Am Weiherfeld                 | Tüntenhausen           | Flurbezeichnung, möglicherweise lag hier ein Weiher für Löschwasser |                 |
| Am Wörth                      | Freising               | Das Wort Wörth bezeichnet eine bewachsene flache Insel. In diesem Fall wird diese Insel durch zwei Moosacharme gebildet. | Bilderkategorie |
| Amperleite                    | Erlau                  | liegt in der Amperleite |                 |
| Amperweg                      | Haindlfing             | führt von Haindlfing ins Ampertal |                 |
| Amselstraße                   | Freising-Lerchenfeld   | Amsel, Vogelart der Familie der Drosseln |                 |
| Amselweg                      | Pulling                | Amsel, Vogelart der Familie der Drosseln |                 |
| Amtsgerichtsgasse             | Freising-Altstadt      | führt von der Unteren Hauptstraße zum ehemaligen Gebäude des Amtsgerichts Freising | Bilderkategorie |
| An der Goldach                | Attaching              | führt entlang der Goldach |                 |
| An der Moosach                | Freising-Neustift      | Stichstraße zur Moosach |                 |
| An der Mühle                  | Freising-Vötting       | zweigt vom Mühlenweg ab, der seinen Namen von der ehemaligen Mühle hat |                 |
| Angerbadergasse               | Freising-Altstadt      | Standort eines der vier Bäder Freisings, dem Angerbad (nach Anger) | Bilderkategorie |
| Angerbrunnenstraße            | Freising-Lerchenfeld   | Flurbezeichnung, Standort von Trinkbrunnen für das Vieh |                 |
| Angererweg                    | Freising-Neustift      | Joseph Angerer, Bildhauer des Rokoko | Bilderkategorie |
| Angermaierstraße              | Freising-Neustift      | Georg Angermaier (1858–1908), Kaufmann und verdienter Bürger von Neustift | Bilderkategorie |
| Angerstraße                   | Freising               | Flurname, Anger, ehemalige Straße nach München |                 |
| Annenhofstraße                | Freising               | vermutlich von früherem Hofnamen abgeleitet |                 |
| Apothekergasse                | Freising-Altstadt      | nach der nahegelegenen Hofapotheke, im 19. Jahrhundert auch Morogäßchen nach dem hier lebenden Kaufmann Leonhart Moro aus Oberitalien |                 |
| Aribostraße                   | Freising-Neustift      | Aribo von Freising, Bischof von Freising |                 |
| Arndtstraße                   | Freising-Neustift      | Ernst Moritz Arndt, Schriftsteller und Abgeordneter der Frankfurter Nationalversammlung |                 |
| Asamstraße                    | Freising-Neustift      | Hans Georg Asam, Kirchenmaler des Barock | Bilderkategorie |
| Ast                           | Ast                    | - |                 |
| Attachinger Weg               | Freising-Lerchenfeld   | benannt nach dem Stadtteil Attaching zu dem er ehemals führte |                 |
| Auenstraße                    | Freising               | verläuft nahe der Isarauen |                 |
| Bachinger Moos                | Freising-Vötting       | Flurbezeichnung |                 |
| Bachstraße                    | Freising-Vötting       | überquert die Moosach |                 |
| Badgasse                      | Pulling                | liegt nahe dem Badesee, bis 1981 Frühlingsstraße |                 |
| Bahnhofplatz                  | Freising               | Vorplatz des Bahnhofs Freising | Bilderkategorie |
| Bahnhofstraße                 | Freising-Altstadt      | führt von der Innenstadt zum Bahnhof; Ehemals Münchner Straße | Bilderkategorie |
| Bahnstraße                    | Pulling                | führt von Dorfzentrum zum Haltepunkt an der Bahnstrecke |                 |
| Baumgärtnerstraße             | Freising-Vötting       | Anton Baumgärtner, deutscher Lehrer und Heimatforscher |                 |
| Bergstraße                    | Sünzhausen             | führt einen Abhang hinauf |                 |
| Biberstraße                   | Freising               | Ludwig Biber, Bau und Maurermeister, Standort der Ziegelei, später von Alois Steinecker gekauft | Bilderkategorie |
| Biernerstraße                 | Freising               | Stephan Bierner, Bürgermeister von Freising | Bilderkategorie |
| Birkenstraße                  | Pulling                | Birken, Laubbaum |                 |
| Birknerstraße                 | Freising-Vötting       | Rudolf Birkner (1877–1938), Studienprofessor an der Lehrerbildungsanstalt, Erforschung der Heimatgeschichte, Gründer und Leiter des Stadtarchivs |                 |
| Bismarckstraße                | Freising-Neustift      | Otto von Bismarck, deutscher Politiker und Staatsmann |                 |
| Blumenstraße                  | Freising-Weihenstephan | liegt an den Gärten der Hochschulen, im Mittelalter als Oxenweg wohl der Weg nach Dürnast |                 |
| Bourdonstraße                 | Freising               | nach dem Soldatenfriedhof Bourdon in Nordfrankreich, auf dem auch über 400 Freisinger begraben sind |                 |
| Brachvogelweg                 | Freising-Lerchenfeld   | Brachvogel |                 |
| Brennergasse                  | Freising-Altstadt      | nach dem Kaufmann Franziskus Prenner (um 1750), davor Seehausgäßchen nach dem Bürgermeister Kaspar Seehauser (Bürgerrecht erworben 1650) | Bilderkategorie |
| Brunnhausgasse                | Freising-Altstadt      | Hier wurde ein Pumpwerk mit einem Wasserrad in der Moosach betrieben um den Domberg mit Wasser zu versorgen |                 |
| Brunnwiesenstraße             | Pulling                | Flurname, nach den feuchten Wiesen um Pulling |                 |
| Brücklangerstraße             | Freising-Lerchenfeld   | Flurbezeichnung, Anger an einer Brücke über einen Altarm der Isar |                 |
| Buchenweg                     | Freising               | Buche, Laubbaum |                 |
| Burgrainerstraße              | Freising               | Herrschaft Burgrain, Exklave des Hochstiftes Freising |                 |
| Böhmerwaldstraße              | Freising-Lerchenfeld   | Böhmerwald, Herkunft vieler Vertriebener die in Lerchenfeld eine neue Heimat fanden |                 |
| Bürgermeister-Limmer-Weg      | Freising-Neustift      | Mathias Limmer, erster und letzter Bürgermeister von Neustift vor dem Eingemeindung nach Freising | Bilderkategorie |
| Camerloherstraße              | Freising               | Placidus von Camerloher, deutscher Komponist |                 |
| Carl-Dettenhofer-Straße       | Freising               | Carl Dettenhofer; Beteiligt an der Übergabe Freisings an die amerikanischen Truppen am Ende des Zweiten Weltkrieges; im Steinpark auf dem Gelände der ehemaligen General-von-Stein-Kaserne gelegen; Hotelier des Hotels Bayerischer Hof |                 |
| Carl-Orff-Straße              | Freising-Lerchenfeld   | Carl Orff, deutscher Komponist |                 |
| Christopher-Paudiß-Platz      | Freising-Altstadt      | Christopher Paudiß, Maler; Der Platz zwischen Heiliggeispital und der Knabenschule trug vorher die Bezeichnung „Im Barthof“ die sich aber zwischen 1920 und 1950 verliert. Der Platz entstand mit dem Abriss von Gebäuden 1962. |                 |
| Clemensweg                    | Freising-Lerchenfeld   | Clemens Wenzeslaus von Sachsen |                 |
| Clemensänger-Ring             | Freising-Lerchenfeld   | Clemens Wenzeslaus von Sachsen, Fürstbischof von Freising, teilte landlosen Freisingern Parzellen im Moos zu |                 |
| Dammweg                       | Seilerbrückl           | führt zum Hochwasserdamm an der Isar |                 |
| Deutingerstraße               | Freising               | benannt nach Martin Deutinger (katholischer Theologe und Philosoph) und Martin von Deutinger (katholischer Geistlicher und bayerischer Geschichtsforscher) | Bilderkategorie |
| Domberg                       | Freising-Altstadt      | Name aller Straßen und Wege auf dem Freisinger Domberg | Bilderkategorie |
| Domplatz                      | Freising-Altstadt      | Platz vor dem Freisinger Dom | Bilderkategorie |
| Dorfstraße                    | Attaching              | - | Bilderkategorie |
| Dr.-Carl-Kraus-Straße         | Freising-Weihenstephan | Carl Kraus, deutscher Pflanzenbauwissenschaftler und Pflanzenzüchter |                 |
| Dr.-Hans-Eisenmann-Straße     | Freising-Weihenstephan | Hans Eisenmann, Politiker |                 |
| Dr.-Hans-Raum-Straße          | Freising-Weihenstephan | Hans Raum, deutscher Pflanzenbauwissenschaftler und Agrarhistoriker |                 |
| Dr.-Holzner-Weg               | Freising-Vötting       | Georg Holzner, Professor an der damaligen Centralschule Weihenstephan |                 |
| Dr.-Karl-Schuster-Straße      | Freising-Weihenstephan | Karl Schuster, deutscher Brauwissenschaftler |                 |
| Dr.-von-Daller-Straße         | Freising-Neustift      | Balthasar von Daller, katholischer Geistlicher, Lehrer und Abgeordneter; zuvor Kasernenstraße, da sie zur Kaserne im Kloster Neustift führte | Bilderkategorie |
| Drosselweg                    | Freising-Weihenstephan | Drosseln, Vogelfamilie in der Ordnung der Sperlingsvögel |                 |
| Dukatenweg                    | Untergartelshausen     | |                 |
| Dürnasterweg                  | Hohenbachern           | führt zum Gut Dürnast |                 |
| Dürneck                       | Dürneck                | - |                 |
| Dürnecker Straße              | Pulling                | führte bis zum Neubau einer Bahnbrücke nach Dürneck |                 |
| Düwellstraße                  | Freising               | Karl von Düwell; Kommandeur des 1. Reserve-Jäger-Bataillons, das in Freising stationiert war | Bilderkategorie |
| Eberhartsweg                  | Tüntenhausen           | Heiliger Eberhard siehe Hirtenweg |                 |
| Eckerstraße                   | Freising-Neustift      | Johann Franz Eckher von Kapfing und Liechteneck, Fürstbischof von Freising | Bilderkategorie |
| Edenhofen                     | Edenhofen              | - |                 |
| Egilbertstraße                | Freising-Vötting       | Egilbert von Moosburg, Bischof von Freising |                 |
| Eichelberg                    | Haindlfing             | Flurname, Eichel, Frucht der Eiche | Bilderkategorie |
| Eichendorffstraße             | Freising               | Joseph von Eichendorff, Lyriker und Schriftsteller der deutschen Romantik |                 |
| Eichenweg                     | Sünzhausen             | Eiche, Baum |                 |
| Eisvogelweg                   | Freising-Lerchenfeld   | Eisvogel |                 |
| Emil-Berg-Straße              | Freising               | Emil Berg, erster Bürgermeister Freisings nach dem Zweiten Weltkrieg |                 |
| Emil-Erlenmeyer-Forum         | Freising-Weihenstephan | Emil Erlenmeyer, Chemiker |                 |
| Emil-Ramann-Straße            | Freising-Weihenstephan | Emil Ramann, Inhaber des Lehrstuhls für Agrikulturchemie und Bodenkunde der Universität München und Leiter der Abteilung Bodenkunde und Agrikulturchemie der Bayerischen Forstlichen Versuchsanstalt, Mitbegründer der Bodenkunde als Wissenschaft. |                 |
| Erdinger Straße               | Freising-Lerchenfeld   | bis zum Bau der Umgehungsstraßen Verbindungsstraße nach Erding | Bilderkategorie |
| Erlau                         | Erlau                  | - |                 |
| Erlauerstraße                 | Haindlfing             | führt nach Erlau |                 |
| Erlenweg                      | Freising               | Erle, Baum |                 |
| Eschenhain                    | Pulling                | Esche, Laubbaum; Hain, kleines Waldstück |                 |
| Eschenweg                     | Seilerbrückl           | Esche, Laubbaum |                 |
| Eulenweg                      | Freising-Lerchenfeld   | Eulen, Vogel |                 |
| Fabrikstraße                  | Freising               | ehemaliger Standort des Brauereianlagenherstellers Anton Steinecker (heute Krones AG mit Werk in Attaching) | Bilderkategorie |
| Falkenstraße                  | Freising-Lerchenfeld   | Falken, Greifvogel |                 |
| Fasanenweg                    | Freising-Lerchenfeld   | Fasan, Vogelart |                 |
| Feichtmayrstraße              | Freising-Tuching       | Franz Xaver Feichtmayr, Stuckateur in der Klosterkirche Neustift |                 |
| Feldfahrt                     | Freising               | führt auf die Felder westlich von Freising |                 |
| Feldhof                       | Feldhof                | einzelner Hof inmitten von Feldern |                 |
| Fellererstraße                | Freising               | Carl Fellerer (1866–1955), Magistratsrat, Apotheker, Heimatforscher und Betreuer des Heimatmuseums, Wiedergründung des Historischen Vereins nach dem Zweiten Weltkrieg |                 |
| Ferdinand-Zwack-Straße        | Freising               | Ferdinand Zwack (* 1877 in Waldmünchen; † 1944 in Freising), Schreinermeister, Gastwirt, Stadtrat, Gründer der Allgemeinen Baugenossenschaft Freising | Bilderkategorie |
| Fichtenweg                    | Freising               | Fichte, Nadelbaum |                 |
| Finkengasse                   | Pulling                | Finken, Vogel |                 |
| Finkenstraße                  | Freising-Lerchenfeld   | Finken, Vogel |                 |
| Fischergasse                  | Freising-Altstadt      | Gasse entlang der offenen Stadtmoosach, in der früher Fischer ihr Gewerbe betrieben | Bilderkategorie |
| Fliederstraße                 | Freising               | Flieder, Strauch |                 |
| Fliederweg                    | Pulling                | Flieder, Strauch |                 |
| Flurstraße                    | Pulling                | Flur |                 |
| Franzheimer Straße            | Attaching              | führte zur (wegen des Flughafenbaus) abgerissenen Siedlung Franzheim |                 |
| Franziskanerplatz             | Freising-Altstadt      | Platz zwischen Stadtbibliothek (ehemalige Feuerwache) und Grundschule St. Korbinian. Namensgeber ist das dort bis zur Säkularisation gelegene Franziskanerkloster Freising. | Bilderkategorie |
| Freisinger Allee              | Flughafen              | Verbindungsstraße von der Nordallee zur B301 und damit Richtung Freising |                 |
| Freisinger Straße             | Haindlfing             | führt nach Freising | Bilderkategorie |
| Frühlingstraße                | Freising               | Frühling, Jahreszeit |                 |
| Furtnergasse                  | Freising-Altstadt      | Hier lag der Keller des Furtnerbräu (heutige AOK), der wiederum seinen Namen von einem Braumeister Furthner hat |                 |
| Fürstendamm                   | Freising               | Hochwasserdamm von Bischof Philipp von der Pfalz, der die Stadt vor den Hochwassern von Moosach und Isar schützte | Bilderkategorie |
| Ganzenmüllerstraße            | Freising               | Theodor Ganzenmüller, Maschinenbau-Ingenieur und Hochschullehrer für Brauereitechnik | Bilderkategorie |
| Gartelshausen                 | Gartelshausen          | - |                 |
| Garten                        | Garten                 | - | Bilderkategorie |
| Gartener Straße               | Haindlfing             | führt Richtung Garten |                 |
| Gartenstraße                  | Freising               | Bischof Ernst von Bayern stellte hier grundbesitzlosen Freisingern eine Fläche für Gärten zur Verfügung; parallel verläuft ein Weg mit dem Namen Oberer Krautgarten | Bilderkategorie |
| Gaymannstraße                 | Freising               | Conrad Gaymann, Stifter des Heiliggeistspitals |                 |
| General-von-Nagel-Straße      | Freising-Altstadt      | Fortsetzung der Landshuter Straße in die Innenstadt, 1912 nach Heinrich Joseph Freiherr von Nagel zu Aichberg (1833–1910) benannt; Kommandeur des 3. Chevaulegerregiments in Neustift und beliebtes Mitglied der Freisinger Gesellschaft; wohnte in der Inneren Landshuter Straße, die später nach ihm benannt wurde | Bilderkategorie |
| General-von-Stein-Straße      | Freising               | Hermann Freiherr von Stein, bayerischer General der Artillerie, General-von-Stein-Kaserne | Bilderkategorie |
| Georg-Dätzel-Straße           | Freising-Weihenstephan | Georg Dätzel (1752–1847), Geistlicher (Jesuit) und Naturwissenschaftler (Mathematiker), nach der Schließung des Klosters erster Leiter der Forstschule in Weihenstephan |                 |
| Gentnerstraße                 | Freising-Vötting       | Heinrich Gentner, deutscher Heimatforscher und katholischer Priester |                 |
| Gerhart-Hauptmann-Straße      | Freising-Lerchenfeld   | Gerhart Hauptmann, deutscher Dramatiker und Schriftsteller, Träger des Literaturnobelpreises |                 |
| Giggenhauser Straße           | Freising-Vötting       | führt in Richtung Giggenhausen |                 |
| Goethestraße                  | Freising               | Johann Wolfgang von Goethe, deutscher Dichter | Bilderkategorie |
| Graf-Moy-Straße               | Freising-Lerchenfeld   | nach den Besitzern des Gräflich von Moy’sches Hofbrauhauses |                 |
| Grasmückenweg                 | Freising-Lerchenfeld   | Grasmücken, Gattung von Singvögeln |                 |
| Gregor-Mendel-Straße          | Freising-Weihenstephan | Gregor Mendel, Priester und bedeutender Naturforscher | Bilderkategorie |
| Gremertshauser Straße         | Sünzhausen             | führte nach Gremertshausen |                 |
| Griesbergweg                  | Untergartelshausen     | Flurbezeichnung, griesige d. h. sandige Äcker |                 |
| Griesfeldstraße               | Freising-Vötting       | Flurbezeichnung, griesige d. h. sandige Äcker |                 |
| Grottenau                     | Freising-Neustift      | früher auch Krottenau, Grotten Au | Bilderkategorie |
| Grüne Lohe                    | Freising-Neustift      | Lohe, lichter Wald; nach der Rodung dann Nutzung als „grünes“ Feld |                 |
| Gute Änger                    | Freising-Lerchenfeld   | Flurname, ertragreicher Anger | Bilderkategorie |
| Gutenbergstraße               | Freising               | Johannes Gutenberg, Erfinder des Buchdrucks mit beweglichen Metalllettern |                 |
| Haggertystraße                | Freising-Lerchenfeld   | Patrick Eugene Haggerty, Vorstandsvorsitzender von Texas Instruments, Standort von Texas Instruments |                 |
| Haindlfinger Straße           | Freising               | führt nach Haindlfing, südlicher Teil ist die Prinz-Ludwig-Straße | Bilderkategorie |
| Hallbergmooser Straße         | Attaching              | führt nach Süden aus dem Ort, bis zum Flughafenbau direkte Straße nach Hallbergmoos |                 |
| Hans-Carl-von-Carlowitz-Platz | Freising-Weihenstephan | Hans Carl von Carlowitz (1645–1714), Verfasser des ersten eigenständigen Werkes über die Forstwirtschaft, Sylvicultura oeconomica, oder haußwirthliche Nachricht und Naturmäßige Anweisung zur wilden Baum-Zucht (1713). Zusammenfassung des im Dreißigjährigen Krieg allgemein verloren gegangene forstliche Wissen und Erweiterung durch eigene Erfahrungen, formulierte erstmals das Prinzip der Nachhaltigkeit.                                                                                  |                 |
| Hans-Unterleitner-Weg         | Freising               | Hans Unterleitner, deutscher Politiker | Bilderkategorie |
| Haxthausen                    | Haxthausen             | - |                 |
| Haxthauser Weg                | Sünzhausen             | führt Richtung Haxthausen |                 |
| Haydstraße                    | Freising               | Heinrich Hayd (1829–1892), katholischer Theologe | Bilderkategorie |
| Heckenstallerstraße           | Freising               | Joseph Jakob von Heckenstaller, Generalvikar und von 1803 bis 1818 Apostolischer Vikar der Geistlichen Regierung in Freising | Bilderkategorie |
| Hecknerstraße                 | Freising-Neustift      | Georg Heckner (1837–1896), erwarb die Neustifter Kirche vom Militär zurück, Bau des Pfarrhauses, erster Pfarrer der neuen Pfarrgemeinde St. Peter und Paul | Bilderkategorie |
| Heiglstraße                   | Freising               | Thomas Heigl (1771–1829), Bausachverständiger, Bauunternehmer, Major der Bürgerwehr, Bürgermeister von Freising von 1813 bis 1825 | Bilderkategorie |
| Heiliggeistgasse              | Freising-Altstadt      | Heiliggeistspital | Bilderkategorie |
| Heinbogenstraße               | Freising-Neustift      | Askanius Heinbogen (1705–1775), der in Freising geborene Askanius Heinbogen war von 1740 bis 1775 dritter Abt des Klosters Neustift |                 |
| Heinestraße                   | Freising               | Heinrich Heine, Schriftsteller | Bilderkategorie |
| Henkelstraße                  | Freising               | Theodor Henkel, Pionier der Milchwissenschaft |                 |
| Herbergweg                    | Freising               | ehemaliger Standort einer Jugendherberge |                 |
| Herderstraße                  | Freising-Neustift      | erinnert an die Herdergassen, durch die das Vieh ins Moos getrieben wurde |                 |
| Hermannstraße                 | Freising-Neustift      | Hermann I, erster Probst des Klosters Neustift ab 1142 |                 |
| Herrenweg                     | Freising-Neustift      | Weg der Neustifter Chorherren nach Freising | Bilderkategorie |
| Hirtenweg                     | Tüntenhausen           | führt zur Kirche St. Michael in der früher der heilige Erhard verehrt wurde, der Heilige des Viehs und der Hirten |                 |
| Hirtlederergasse              | Freising-Altstadt      | Kurze Verbindungsgasse zwischen Oberer Hauptstraße und dem Viertel Am Wörth; Die Gasse trug wechselnde Namen (Schluderergasse, Diemermetzgergasse), je nach dem Eigentümer des östlichen Eckhauses an der Oberen Hauptstraße. Der heutige Name geht auf den Bauernlederer Johann Martin Hirt zurück der im 19. Jahrhundert im westlichen Eckhaus eine Gerberei betrieb. |                 |
| Hittostraße                   | Freising-Vötting       | Hitto von Freising, Bischof von Freising |                 |
| Hochackerstraße               | Freising-Neustift      | weiter entfernter Acker in der Dreifelderwirtschaft |                 |
| Hochackerweg                  | Freising-Neustift      | weiter entfernter Acker in der Dreifelderwirtschaft |                 |
| Hochfeldweg                   | Freising-Weihenstephan | weiter entfernter Acker der Vöttinger in der Dreifelderwirtschaft |                 |
| Hofmillerstraße               | Freising-Lerchenfeld   | Josef Hofmiller, deutscher Essayist, Kritiker, Übersetzer und Gymnasiallehrer |                 |
| Hohenbachernstraße            | Freising-Vötting       | führt nach Hohenbachern | Bilderkategorie |
| Hollerweg                     | Altenhausen            | Holler, Strauch aus der Gattung Holunder |                 |
| Holzgartenstraße              | Freising               | führte ins Freisinger Holz, ein Holzgarten zur Brennstoffversorgung | Bilderkategorie |
| Hummelgasse                   | Freising-Altstadt      | Jakob Hummel, Brauer und Gastwirt des nach ihm benannten ehemaligen Hummelbräus, erstmals 1670 erwähnt, zuvor nach seinem Vorgänger Feyelgäßchen | Bilderkategorie |
| Ignaz-Günther-Straße          | Freising-Neustift      | Ignaz Günther, deutscher Bildhauer und Vertreter des bayerischen Rokokos | Bilderkategorie |
| Imma-Mack-Platz               | Freising               | Maria Imma Mack; Quartiersplatz im Steinpark auf dem Gelände der ehemaligen General-von-Stein-Kaserne |                 |
| Innichnerstraße               | Freising               | Innichen, Partnerstadt von Freising |                 |
| Isarstraße                    | Freising-Lerchenfeld   | führt von der Isarbrücke zur B301 | Bilderkategorie |
| Ismaninger Straße             | Freising-Lerchenfeld   | Straße Richtung Ismaning | Bilderkategorie |
| Itzling                       | Itzling                | - |                 |
| Itzlinger Straße              | Tüntenhausen           | führt nach Itzling |                 |
| Jagdstraße                    | Freising-Lerchenfeld   | erinnert an die Jagd der Fürstbischöfe im Moos |                 |
| Jahnstraße                    | Freising-Neustift      | Ehemaliger Standort des Geländes des Sportvereins Jahn (siehe Lankesbergstraße) | Bilderkategorie |
| Jochamstraße                  | Freising               | Magnus Jocham, Pfarrer und Professor für Moraltheologie, Begründer der Kolpingfamilie Freising | Bilderkategorie |
| Johann-Braun-Straße           | Freising               | Johann Braun, Landwirt, Ökonomierat, Brauereibesitzer (Furtnerbräu), Ehrenbürger von Freising |                 |
| Johannisstraße                | Freising               | Beim Bau dieser Straße in den 1950ern wurde ein dem Johannes Nepomuk gewidmetes Denkmal beseitigt und dafür die Straße nach ihm benannt | Bilderkategorie |
| Josef-Scheuerl-Straße         | Freising-Lerchenfeld   | Josef Scheuerl, Autodidakt im Bereich der Heimatforschung in Freising, Verfasser vieler historischer Aufsätze über Freising |                 |
| Joseph-Schlecht-Straße        | Freising               | Joseph Schlecht, deutscher Historiker und Lehrer |                 |
| Jägersteig                    | Achering               | führt in die Isarauen |                 |
| Jägerwirtsgasse               | Freising-Altstadt      | Benannt nach dem nicht mehr existierenden Jägerwirt (Obere Hauptstraße 60) | Bilderkategorie |
| Kammergasse                   | Freising               | siehe Kammerhof | Bilderkategorie |
| Kammerhof                     | Freising               | ehemaliger Meierhof der Fürstbischöfe außerhalb der Stadtmauern | Bilderkategorie |
| Kantstraße                    | Freising-Lerchenfeld   | Immanuel Kant, Philosoph der Aufklärung |                 |
| Karlwirtkreuzung              | Freising-Altstadt      | kein Straßenname, aber Bezeichnung für die Straßenkreuzung an der Johannisstraße, Vöttinger Straße, Wippenhauser Straße und Obere Hauptstraße zusammentreffen; Hier lag der Karlwirt | Bilderkategorie |
| Karwendelring                 | Freising               | Teil der nördlichen Umgehungsstraße, benannt nach dem Karwendel in der Grafschaft Werdenfels einem Gebiet des Hochstifts Freising | Bilderkategorie |
| Katharina-Geisler-Straße      | Freising-Lerchenfeld   | Katharina Geisler (* 1891), Pflegemutter für 17 Pflegekinder die in Freising lebte |                 |
| Katharina-Mair-Straße         | Freising-Lerchenfeld   | Verfolgte des Speckknödel-Aufstands |                 |
| Kepserstraße                  | Freising-Lerchenfeld   | Wilhelm Sixtus Kepser, ab 1615 Generalvikar des Hochstifts Freising und Gründer einer Stiftung für ein Waisenhaus |                 |
| Kesselschmiedstraße           | Freising               | ehemaliger Standort der Kesselschmiede des Brauereianlagenherstellers Anton Steinecker (heute Krones AG mit Werk in Attaching) |                 |
| Kiebitzweg                    | Freising-Lerchenfeld   | Kiebitze, Watvogelart |                 |
| Kirchenpoint                  | Achering               | Point an der Kirche oder im Besitz der Kirche |                 |
| Kirchenweg                    | Freising-Vötting       | führt zur Kirche St. Jakob | Bilderkategorie |
| Kirchgasse                    | Freising-Altstadt      | verbindet die Ziegelgasse mit der Stadtpfarrkirche St. Georg | Bilderkategorie |
| Klebelstraße                  | Freising-Neustift      | Georg Klebel (1852–1943), Realschullehrer, widmete sich dem Erhalt und der Renovierung der Kirche der Wüstung Oberberghausen | Bilderkategorie |
| Kleiberweg                    | Freising-Lerchenfeld   | Kleiber, Vogelart aus der Familie der Kleiber |                 |
| Kleinbachern                  | Kleinbachern           | - |                 |
| Kleine Wies                   | Freising               | nach einem Bildstock Kleine Wies, Abgrenzung zur Wieskirche |                 |
| Klosterweg                    | Altenhausen            | führt in Richtung Wieskirche bei der ab 1903 für 50 Jahre Augustinermönche die Wallfahrer betreuten |                 |
| Kochbäckergasse               | Freising-Altstadt      | Bis ins 19. Jahrhundert standen am östlichen Ende des breiten Platzes der Oberen Hauptstraße 3 Gebäude (heute Standort des Kriegerdenkmals). Diese Häuser waren der Schmid auf der Schwemm, das Kupferschmidhaus und der Stadtkoch Koch am Bachl nach der dahinter verlaufenden Stadtmoosach. Der auf der gegenüberliegenden Straßenseite liegende Bäcker wurde dementsprechend Kochbäcker genannt. Zeitweise sprach man auch vom Briefträgergaßl, da hier der einzige Freisinger Briefträger lebte. | Bilderkategorie |
| Korbiniankreuzung             | Freising-Altstadt      | kein Straßenname, aber Bezeichnung für die Kreuzung von Mainburger Straße, Isarstraße und General-von-Nagel-Straße; hier lag 1952–2016 die Korbinianapotheke | Bilderkategorie |
| Korbinianstraße               | Freising-Weihenstephan | Korbinian, erster Bischof von Freising | Bilderkategorie |
| Kreutstraße                   | Untergartelshausen     | Flurname nach reuten für Gewinnung neuen Bodens durch Rodung |                 |
| Kreuzbachstraße               | Freising-Lerchenfeld   | in der Nähe verläuft der Lohmühlbach, der früher hier Kreuzbach hieß und heute weiter flussabwärts noch so heißt |                 |
| Kreuzeckstraße                | Freising               | Kreuzeck, Berg im Wettersteingebirge |                 |
| Krumbachstraße                | Freising-Lerchenfeld   | Franz Krumbach, Bürgermeister von Freising |                 |
| Kulischstraße                 | Freising-Vötting       | Paul Kulisch, deutscher Agrarwissenschaftler |                 |
| Kulturstraße                  | Freising-Lerchenfeld   | erinnert an die Kultivierung von Lerchenfeld |                 |
| Kölblstraße                   | Freising-Neustift      | entweder nach Peter Kölbl der hier wohnte, oder nach Gschmeimacher Franz Xaver Kölbl, einer der Gründer Lerchenfelds | Bilderkategorie |
| Königsfeldstraße              | Freising-Neustift      | Christian Konrad Graf von Königsfeld auf Zaizhofen, Domherr und zweiter Stifter des Heiliggeistspitals | Bilderkategorie |
| Körnerstraße                  | Freising-Neustift      | Theodor Körner, Dichter und Dramatiker |                 |
| Lageltshausen                 | Lageltshausen          | - |                 |
| Landshuter Straße             | Freising-Neustift      | Straße Richtung Landshut, ersetzte die Alte Poststraße in dieser Funktion | Bilderkategorie |
| Lange Point                   | Freising-Weihenstephan | von Point | Bilderkategorie |
| Lankesbergstraße              | Freising-Neustift      | Seit 1922 nach Josef Jakob Lankes genannt Vielfraß Jackl benannt, erster sesshafter Bewohner in diesem Gebiet um 1867, Lankes war bekannt für den massenhaften Verzehr rohen Fleisches und ganzen Tieren. Andere Namen für den Berg Mantelberg (mhd. Mantle für Föhre) nach den dortigen Föhrenwäldern, Wiesberg, Ismeyerberg (nach einem Grundbesitzer) oder Jahnhöhe nach einem Sportverein, der dort sein Gelände errichtete (eine Nebenstraße ist die Jahnstraße)                                | Bilderkategorie |
| Lantbertstraße                | Freising-Lerchenfeld   | Lantpert von Freising, Bischof von Freising und Heiliger |                 |
| Laubenbräugasse               | Freising-Altstadt      | Benannt nach dem Laubenbräu (Marienplatz 3) | Bilderkategorie |
| Laubenweg                     | Pulling                | vermutlich zu Laubenkolonie hinführend |                 |
| Laubsängerweg                 | Freising-Lerchenfeld   | Laubsänger, Singvogel |                 |
| Laurentiusweg                 | Haindlfing             | Ebenso wie die Pfarrkirche St. Laurentius nach Laurentius von Rom |                 |
| Leberlestraße                 | Freising               | Hans Leberle, deutscher Brauwissenschaftler |                 |
| Lena-Christ-Straße            | Freising-Lerchenfeld   | Lena Christ, bayerische Schriftstellerin |                 |
| Lenaustraße                   | Freising-Lerchenfeld   | Nikolaus Lenau, österreichischer Schriftsteller des Biedermeier |                 |
| Lerchenfeldstraße             | Freising-Lerchenfeld   | - | Bilderkategorie |
| Lerchenstraße                 | Freising-Lerchenfeld   | Lerchen, Singvogel |                 |
| Liebigstraße                  | Freising               | Justus von Liebig, deutscher Chemiker |                 |
| Liesel-Beckmann-Straße        | Freising-Weihenstephan | Liesel Beckmann, Professorin für Betriebswirtschaftslehre und die erste Frau Deutschlands mit einem eigenen Lehrstuhl für dieses Fach |                 |
| Lindenstraße                  | Freising               | Linde, Laubbaum |                 |
| Lintnerstraße                 | Freising-Weihenstephan | Karl Lintner, Professor für Gärungschemie |                 |
| Lise-Meitner-Straße           | Freising-Vötting       | Lise Meitner, österreichisch-schwedische Kernphysikerin | Bilderkategorie |
| Lohweg                        | Sünzhausen             | Lohe, lichter Wald |                 |
| Luckengasse                   | Freising-Altstadt      | im Mittelalter entstanden durch die Nutzung einer Baulücke | Bilderkategorie |
| Ludwig-Thoma-Straße           | Freising-Lerchenfeld   | Ludwig Thoma, bayerischer Schriftsteller |                 |
| Luitpoldanlage                | Freising               | Sportgelände, Festplatz, benannt nach Prinzregent Luitpold von Bayern |                 |
| Luitpoldstraße                | Freising               | Zufahrt zur Luitpoldanlage |                 |
| Ländestraße                   | Seilerbrückl           | erinnert an die Floßlände an der Isar (Flößerei auf der Isar) |                 |
| Mainburger Straße             | Freising               | führt nach Mainburg, südlicher Teil zwischen Einmündung Alois-Steinecker-Straße und Korbiniankreuzung hieß bis zur Umbenennung Viehmarkt | Bilderkategorie |
| Maistraße                     | Pulling                | Monat Mai |                 |
| Major-Braun-Weg               | Freising               | Alois Braun, Offizier und Mitglied der Freiheitsaktion Bayern | Bilderkategorie |
| Malvenstraße                  | Freising               | Malven, Pflanzengattung |                 |
| Margarete-Reichl-Straße       | Pulling                | Margarete Reichl (1913–1996), Lehrerin an der Schule in Pulling, 1974 zur Ehrenbürgerin Pullings ernannt (1978 bei der Eingemeindung von Freising übernommen) |                 |
| Maria-Wörther-Straße          | Freising               | Maria Wörth, Partnerstadt von Freising |                 |
| Mariabrunner Straße           | Freising-Lerchenfeld   | nach der Ansiedlung Mariabrunn zwischen Lerchenfeld und Hallbergmoos, die dem Flughafen weichen musste |                 |
| Marienplatz                   | Freising-Altstadt      | In der Vergangenheit auch Schrannenplatz und Hauptplatz genannt | Bilderkategorie |
| Martin-Luther-Straße          | Freising               | Martin Luther, theologische Urheber und einer der Lehrer der Reformation | Bilderkategorie |
| Marzlinger Fußweg             | Freising-Neustift      | Fuß- und Radweg nach Marzling | Bilderkategorie |
| Marzlinger Straße             | Altenhausen            | führt in Richtung Marzling |                 |
| Mauermayrstraße               | Freising               | Martin Mauermayr, Bürgermeister von Freising |                 |
| Mauthstraße                   | Attaching              | Maut, hier endete das Territorium des Hochstifts Freising und an einer Mautstelle wurde Straßenzoll eingetrieben |                 |
| Maximus-von-Imhof-Forum       | Freising-Weihenstephan | Maximus von Imhof, Augustiner-Eremit und Naturforscher |                 |
| Max-Eyth-Straße               | Freising               | Max Eyth, Ingenieur und Schriftsteller |                 |
| Max-Lehner-Straße             | Freising               | Max Lehner, Bürgermeister von Freising |                 |
| Max-Reger-Straße              | Freising-Lerchenfeld   | Max Reger, deutscher Komponist, Organist, Pianist und Dirigent |                 |
| Meichelbeckstraße             | Freising-Neustift      | Karl Meichelbeck, Mönch des Stiftes Benediktbeuern, Autor der zweibändigen Geschichte der Diözese Freising („Historia Frisingensis“) | Bilderkategorie |
| Meisenstraße                  | Freising-Lerchenfeld   | Meise, Singvogel |                 |
| Michael-Wening-Straße         | Freising-Neustift      | Michael Wening, Hofkupferstecher bei Kurfürst Ferdinand Maria von Bayern |                 |
| Michaelsweg                   | Tüntenhausen           | führt zur Kirche St. Michael |                 |
| Milanweg                      | Achering               | Milan, Greifvogel |                 |
| Milchstraße                   | Freising               | Erschließungsstraße zur Molkerei Weihenstephan, die auf dem Gelände des Schlütergutes neu errichtet wurde |                 |
| Mittlerer Graben              | Freising-Altstadt      | folgt dem Verlauf der ehemaligen Stadtbefestigung Freisings | Bilderkategorie |
| Moltkestraße                  | Freising-Neustift      | Helmuth Karl Bernhard von Moltke, preußischer Generalfeldmarschall, Chef des Generalstabes bei den Siegen im Deutsch-Dänischen Krieg, im Preußisch-Österreichischen Krieg und im Deutsch-Französischen Krieg (1870/71) |                 |
| Moosgasse                     | Hohenbachern           | führt hinab zum Freisinger Moos |                 |
| Moosstraße                    | Freising-Lerchenfeld   | führt nach Osten ins Erdinger Moos | Bilderkategorie |
| Mooswiesenstraße              | Pulling                | führt ins Freisinger Moos |                 |
| Moserweg                      | Freising-Neustift      | Joseph Moser (1846–1921), Mitglied des Gemeindekollegiums von Neustift und langjähriger Pedell des Gymnasiums und Lyzeums in Freising |                 |
| Mozartstraße                  | Freising               | Wolfgang Amadeus Mozart, Komponist der Wiener Klassik | Bilderkategorie |
| Murstraße                     | Freising-Lerchenfeld   | Christian Mur (1635–1721), Kammerdiener, Büchsen- und Fernrohrmacher (zusammen mit seinem Schwiegersohn Johann Sterr), beide Mitbegründer eines Waisenhauses, das bis 1802 bestand |                 |
| Möhlestraße                   | Freising               | Albertine Möhle (1867–1914), Nichte von Albert Schönmetzler (Schönmetzlerstraße), Wohltäterin, spendete für den Rathausneubau und für ärmere Mitbürger | Bilderkategorie |
| Mühlenweg                     | Freising-Vötting       | führt zur Mühle an der Moosach | Bilderkategorie |
| Münchner Straße               | Freising               | führt in Richtung München (ehemalige B 11, heute St 2350) | Bilderkategorie |
| Neulandstraße                 | Freising               | neu gewonnenes Land für die Krautgärten (siehe Obere Krautgarten) |                 |
| Nordallee                     | Flughafen              | Nördliche von Bäumen gesäumte Erschließungsstraße des Flughafens | Bilderkategorie |
| Nordostumfahrung              | Freising               | Nordostumfahrung der Bundesstraße 301 | Bilderkategorie |
| Nussbaumweg                   | Hohenbachern           | in Hohenbachern wachsen etliche Walnussbäume entlang der Hauptstraße |                 |
| Obere Domberggasse            | Freising-Altstadt      | westliche Auffahrt zum Domberg | Bilderkategorie |
| Obere Hauptstraße             | Freising-Altstadt      | westlicher Teil der Hauptstraße, bis zur Aufteilung in Obere-, Mittlere und Untere Hauptstraße Teil der Hauptgasse, während des 3. Reichs Adolf Hitler Straße, danach Captain Snow Straße (amerikanischer Stadtkommandant), Mittlere Hauptstraße wurde der Oberen Hauptstraße zugeschlagen | Bilderkategorie |
| Oberer Krautgarten            | Freising               | Bischof Ernst von Bayern stellte hier grundbesitzlosen Freisingern eine Fläche für Gärten zur Verfügung; verläuft parallel zur Gartenstraße |                 |
| Obere Pfalzgrafstraße         | Freising-Lerchenfeld   | Fortsetzung der Pfalzgrafstraße (s. u.) |                 |
| Oberer Graben                 | Freising-Altstadt      | folgt dem Verlauf der ehemaligen Stadtbefestigung Freisings | Bilderkategorie |
| Obervellacher Straße          | Freising               | Obervellach, Partnerstadt von Freising |                 |
| Ortsstraße                    | Hohenbachern           | - | Bilderkategorie |
| Ottostraße                    | Freising               | Otto von Freising, Bischof von Freising und einer der bedeutendsten Geschichtsschreiber des Mittelalters | Bilderkategorie |
| Pallhausen                    | Pallhausen             | - |                 |
| Pallottinerstraße             | Freising               | beginnt an der Pallottinerkirche St. Johannes der Täufer | Bilderkategorie |
| Parkstraße                    | Freising               | führt nördlich an der Luitpoldanlage (s. o.) entlang | Bilderkategorie |
| Pellhausen                    | Pellhausen             | - |                 |
| Pettenbrunn                   | Pettenbrunn            | - |                 |
| Petuelstraße                  | Freising-Lerchenfeld   | Familie Petuel, Inhaber des Hacklbräu, Erschließung von Lerchenfeld |                 |
| Pfalzgrafstraße               | Freising-Lerchenfeld   | Arnold Pfalzgraf (* 1640 in Bonn; † 11. Juli 1712), Bürgermeister von Freising zwischen 1685 und 1712, stiftete für das Krankenhaus und für das Waisenheim von Christian Mur und Johann Sterr |                 |
| Pfarrweg                      | Sünzhausen             | Kirche St. Georg und Pfarrheim |                 |
| Pförrerauweg                  | Freising-Lerchenfeld   | führt in Richtung Pförrau, von Pferch an der Au, an der Autobahnausfahrt Freising Mitte liegt der Pförrerhof |                 |
| Philipp-Dirr-Straße           | Freising               | Philipp Dirr, Tischler und Bildhauer zur Zeit von Fürstbischof Veit Adam |                 |
| Piesing                       | Piesing                | - |                 |
| Pimsfeld                      | Pulling                | Flurbezeichnung Pims |                 |
| Pirolweg                      | Freising-Lerchenfeld   | Pirol, Singvogel aus der Familie der Pirole |                 |
| Plantage                      | Freising               | nach der 1848 auf Anweisung von Ludwig I. (Bayern) angelegten Eichenplantage, heute bekannt als Gaststätte mit großem Biergarten |                 |
| Plantagenweg                  | Freising               | führte zur Plantage s. o. | Bilderkategorie |
| Platschkyberg                 | Freising-Neustift      | Nach der Auflösung des Klosters Neustift erwarb der Zimmermann Karl Platschky einen großen Teil des Klosterberges, an dem die Straße liegt. | Bilderkategorie |
| Platschkyweg                  | Freising-Neustift      | siehe Platschkyberg |                 |
| Prandtlstraße                 | Freising-Vötting       | Ludwig Prandtl, in Freising geborener Physiker |                 |
| Prechtlstraße                 | Freising               | Johann Baptist Prechtl (* 1813 Lauterhofen/Oberpfalz; † 1904 ebd.), Pfarrer, Geistlicher Rat, Erforschung der Geschichte der Stadt Freising und der Umgebung, Gründer und erster Vorsitzender des Historischen Vereins |                 |
| Prinz-Ludwig-Straße           | Freising               | verbindet Ziegelgasse und Haindlfinger Straße, 1910 wurde ein Teil der Haindlfinger Straße; Nach Ludwig III. (Bayern) | Bilderkategorie |
| Prälat-Michael-Höck-Straße    | Freising               | Michael Höck, deutscher Geistlicher und NS-Gegner |                 |
| Pullinger Hauptstraße         | Pulling                | - |                 |
| Rabenweg                      | Freising-Lerchenfeld   | Rabe, Vogel | Bilderkategorie |
| Raiffeisenstraße              | Attaching              | Friedrich Wilhelm Raiffeisen, Sozialreformer |                 |
| Reihenweg                     | Freising-Neustift      | reihenförmige Anordnung der anliegenden Häuser | Bilderkategorie |
| Rennweg                       | Freising-Lerchenfeld   | Erinnerung an die früher hier stattfindenden Pferderennen |                 |
| Richard-Strauss-Straße        | Freising-Lerchenfeld   | Richard Strauss, deutscher Komponist |                 |
| Riegerauer Weg                | Freising-Lerchenfeld   | Riegerau, Ortsteil von Marzling |                 |
| Rindermarkt                   | Freising-Altstadt      | Ehemaliger Ort des Viehmarktes | Bilderkategorie |
| Ringweg                       | Pulling                | vom Verlauf des Weges, bis 1981 Starenweg |                 |
| Roider-Jackl-Weg              | Freising-Lerchenfeld   | Roider Jackl, bayerischer Volkssänger |                 |
| Rosenstraße                   | Freising               | Rosen, Strauch |                 |
| Rosenweg                      | Pulling                | Rosen, Strauch |                 |
| Rotkreuzstraße                | Freising               | Standort des BRK | Bilderkategorie |
| Rudolf-Diesel-Straße          | Freising-Lerchenfeld   | Rudolf Diesel |                 |
| Saarstraße                    | Freising               | Erinnerung an den Beitritt des Saarlands zur Bundesrepublik | Bilderkategorie |
| Sackgasse                     | Freising-Altstadt      | Sackgasse (wenn auch nicht für Fußgänger) | Bilderkategorie |
| Schießstättstraße             | Freising               | benannt nach der Schießstätte der Königlich privilegierte Feuerschützengesellschaft Freising, die hier seit Jahrhunderten liegt |                 |
| Schlesierstraße               | Freising-Lerchenfeld   | Schlesien, ehemals deutsche Region im heutigen Polen, Vertreibung nach dem Zweiten Weltkrieg |                 |
| Schloßstraße                  | Haindlfing             | führt zum Schloss Haindlfing |                 |
| Schlüterallee                 | Freising               | führt von der ehemaligen Traktorenfabrik Schlüter zum Schlütergut | Bilderkategorie |
| Schlüterstraße                | Freising               | gegenüber der ehemaligen Traktorenfabrik Schlüter |                 |
| Schneggstraße                 | Freising               | Johannes Schnegg, deutscher Brauwissenschaftler | Bilderkategorie |
| Schulstraße                   | Attaching              | ehemalige Schule |                 |
| Schulweg                      | Sünzhausen             | ehemalige Schule |                 |
| Schwalbenweg                  | Freising-Lerchenfeld   | Schwalben, Singvögel |                 |
| Schönbichlstraße              | Freising               | Schloss Schönbichl bei Kranzberg |                 |
| Schönblick                    | Freising-Neustift      | liegt an der Hangkante |                 |
| Schönmetzlerstraße            | Freising               | Albert Schönmetzler (* 1829 in Grönenbach; † 1909 in Freising), spendete für bedürftige Mitbürger, stiftete Geld für den Rathausbau, Onkel von Albertine Möhle (siehe Möhlestraße) | Bilderkategorie |
| Seilerbrücklstraße            | Freising               | nach dem Ortsteil benannt | Bilderkategorie |
| Siedlerweg                    | Freising-Neustift      | nach den Neuansiedlern benannt |                 |
| Sighartstraße                 | Freising-Neustift      | Joachim Sighart, römisch-katholischer Theologe, Philosoph und Kunsthistoriker |                 |
| Škofja-Loka-Straße            | Freising               | Škofja Loka; Partnerstadt von Freising |                 |
| Sommerstraße                  | Pulling                | Sommer, Jahreszeit |                 |
| Sondermüllerweg               | Freising-Altstadt      | Standort der Sondermühle (später Breymühle) | Bilderkategorie |
| Sonnenfeldweg                 | Freising-Vötting       | Flurbezeichnung, siehe: Am Sonnenfeld |                 |
| Sonnenstraße                  | Freising-Neustift      | möglicherweise auf Grund der Orientierung Richtung Süden | Bilderkategorie |
| Sonnenweg                     | Pulling                | siehe Sonnenstraße |                 |
| Spanngässchen                 | Freising-Altstadt      | nach dem hier im 19. Jahrhundert lebenden Tuchscherer Sebastian Spann | Bilderkategorie |
| Spechtweg                     | Freising-Lerchenfeld   | Spechte, Vogel |                 |
| Sperberweg                    | Freising-Lerchenfeld   | Sperber, Vogel |                 |
| Sporrergasse                  | Freising-Altstadt      | Franz Sporrer, Bürgermeister von 1848 bis 1853, Erbauer des Hotels Bayerischer Hof | Bilderkategorie |
| St.-Erhard-Straße             | Attaching              | Filialkirche St. Erhard |                 |
| St.-Georg-Straße              | Sünzhausen             | Nach Heiliger Georg wie die Kirche St. Georg |                 |
| St.-Norbert-Straße            | Freising-Neustift      | Norbert von Xanten, Stifter des Prämonstratenserordens die auch im Kloster Neustift ansässig waren |                 |
| St.-Ulrich-Straße             | Pulling                | Ulrich von Augsburg, Bischof von Augsburg, Ortskirche St. Ulrich, bis 1981 Vöttinger Straße, aufgrund der Eingemeindung umbenannt |                 |
| St.-Valentin-Straße           | Altenhausen            | Nach Valentin von Rätien wie die Filialkirche St. Valentin |                 |
| St.-Ägidius-Straße            | Pulling                | Heiliger Egidius, Abt der Abtei Saint-Gilles, Namenspatron der ersten Pullinger Kirche |                 |
| Starenweg                     | Freising-Lerchenfeld   | Star, Vogel |                 |
| Steinbergerhof                | Attaching              | - |                 |
| Steinbreite                   | Freising-Weihenstephan | Flurname, Feld, das mit der Breitseite an die Straße grenzte, Boden von minderer Qualität (steinig) |                 |
| Stieglbräugasse               | Freising-Altstadt      | benannt nach dem Stieglbräu, dessen Name darauf zurückgeht, dass die Gaststube erhöht lag und nur über eine Stiege zu betreten war. | Bilderkategorie |
| Stieglitzweg                  | Freising-Lerchenfeld   | Stieglitz, Vogel |                 |
| Sudetenlandstraße             | Freising-Lerchenfeld   | Sudetenland, Herkunft vieler Vertriebener die in Lerchenfeld eine neue Heimat fanden |                 |
| Südallee                      | Flughafen              | Südliche Erschließungsstraße (Frachtzentrum, FOC der Lufthansa) |                 |
| Südring                       | Freising-Lerchenfeld   | Südliche Umfahrung von Freising |                 |
| Sünzhauser Straße             | Pulling                | nach dem Nachbarort Sünzhausen |                 |
| Talweg                        | Haindlfing             | führt in ein Tal am Rande des Ampertals hinein |                 |
| Tannenweg                     | Freising               | Tannen, Nadelbaum |                 |
| Thalhauser Fußweg             | Freising               | liegt in der Verlängerung der Thalhauser Straße (s. u.) | Bilderkategorie |
| Thalhauser Straße             | Freising               | führt Richtung Thalhausen | Bilderkategorie |
| Theodor-Scherg-Straße         | Pulling                | Theodor Scherg (1873–1952), Geistlicher Rat und Oberstudienrat, versah ab seiner Pensionierung 1934 die Pfarrstelle von Pulling, bis 1981 Giggenhauser Straße (Umbenennung wg. gleichnamiger Straße in Freising) |                 |
| Therese-von-der-Vring-Straße  | Freising-Lerchenfeld   | Therese von der Vring, Malerin des Expressionismus aus Freising |                 |
| Tevor-Moore-Straße            | Freising               | Trevor Moore; Stadtkommandant von Freising nach dem Zweiten Weltkrieg; im Steinpark auf dem Gelände der ehemaligen General-von-Stein-Kaserne gelegen |                 |
| Tuchinger Straße              | Freising-Tuching       | erschließt den Stadtteil Tuching | Bilderkategorie |
| Ulmenweg                      | Pulling                | Ulmen |                 |
| Unter den Eichen              | Freising               | Fortsetzung des Plantagenwegs in Richtung Plantage (s. o.) |                 |
| Untere Domberggasse           | Freising-Altstadt      | Auffahrt zum Domberg | Bilderkategorie |
| Untere Hauptstraße            | Freising-Altstadt      | östlicher Teil der Hauptstraße, bis zur Aufteilung in Obere, Mittlere und Untere Hauptstraße Teil der Hauptgasse, während des 3. Reichs Hindenburgstraße | Bilderkategorie |
| Untere Isarau                 | Freising-Lerchenfeld   | liegt an der Isarau |                 |
| Untere Schwabenau             | Freising-Lerchenfeld   | siehe Zur Schwabenau |                 |
| Unterer Graben                | Freising-Altstadt      | folgt dem Verlauf der ehemaligen Stadtbefestigung Freisings | Bilderkategorie |
| Untergartelshauser Weg        | Tüntenhausen           | Verbindungsweg nach Untergartelshausen |                 |
| Veit-Adam-Straße              | Freising               | Veit Adam von Gepeckh, Bischof von Freising |                 |
| Veitsmüllerweg                | Freising               | benannt nach der Veitsmühle, die im Besitz des Stifts St. Veit war. | Bilderkategorie |
| Villanystraße                 | Freising-Lerchenfeld   | Villány in Ungarn, Herkunftsort der Donauschwaben, die sich nach der Vertreibung in Lerchenfeld ansiedelten |                 |
| Vimystraße                    | Freising               | führt an der Vimy-Kaserne vorbei, in Erinnerung an die bei der Lorettoschlacht im Ersten Weltkrieg umkämpften Höhen von Vimy | Bilderkategorie |
| Viscardistraße                | Freising-Tuching       | Giovanni Antonio Viscardi, italienisch-graubündner Baumeister des Barock, Baumeister der Neustifter Kirche |                 |
| Vöttinger Straße              | Freising-Weihenstephan | führt von der Innenstadt nach Vötting | Bilderkategorie |
| Waidhofener Straße            | Freising-Neustift      | Waidhofen an der Ybbs, ehemalige Besitzung und heutige Partnerstadt von Freising |                 |
| Waldsiedlung                  | Freising               | erschließt eine Siedlung, die im Wald an der Haindlfinger Straße nördlich von Freising liegt |                 |
| Waldstraße                    | Freising               | nördlich der Straße beginnt der Wald |                 |
| Waldweg                       | Sünzhausen             | führt nördlich in ein Waldstück |                 |
| Wallbergstraße                | Freising               | Wallberg |                 |
| Wartungsallee                 | Flughafen              | erschließt die Hangars im Südwesten des Flughafengeländes |                 |
| Weihenstephaner Berg          | Freising-Weihenstephan | Zufahrt zum Weihenstephaner Berg |                 |
| Weihenstephaner Fußweg        | Freising-Weihenstephan | führt von der Innenstadt auf den Weihenstephaner Berg | Bilderkategorie |
| Weihenstephaner Steig         | Freising-Weihenstephan | führt von Vötting auf den Weihenstephaner Berg | Bilderkategorie |
| Weihenstephaner Straße        | Freising-Weihenstephan | Erschließungsstraße im Nordosten des Weihenstephaner Bergs | Bilderkategorie |
| Weihenstephaner Ring          | Freising               | Teil der nördlichen Umgehungsstraße im Bereich der Anlagen der Hochschulen |                 |
| Weiherstraße                  | Achering               | führt in Richtung Pullinger Weiher |                 |
| Weinmillerstraße              | Freising               | Magdalena Weinmiller nahm Verfolgte in ihrem Haus auf und versorgte KZ-Häftlinge, die durch die Stadt getrieben wurden, mit Lebensmitteln; im Steinpark auf dem Gelände der ehemaligen General-von-Stein-Kaserne gelegen |                 |
| Weizengasse                   | Freising-Altstadt      | schon im 15. Jahrhundert erwähnt, mehrere Deutungen: nach einem Bürger Konrad Waizz (laut Johann Baptist Prechtl); wie die nahe gelegene Luckengasse befand sich hier unbebautes Gebiet, auf dem möglicherweise Weizen angebaut wurde; nach dem Waizzer (Folterknecht) im damals dort gelegenen Gefängnis | Bilderkategorie |
| Weldenstraße                  | Freising-Lerchenfeld   | Ludwig Joseph von Welden, Bischof von Freising |                 |
| Wendelinstraße                | Freising-Neustift      | Wendelin, katholischer Heiliger | Bilderkategorie |
| Wendelsteinstraße             | Freising               | Wendelstein, Berg in den Bayerischen Alpen |                 |
| Westtangente                  | Vötting                | Westtangente Freising, Westliche Umgehungsstraße von Freising | Bilderkategorie |
| Werdenfelser Straße           | Freising-Neustift      | Werdenfelser Land, ehemalige Besitzung des Hochstifts Freising |                 |
| Wettersteinring               | Freising               | Teil der nördlichen Umgehungsstraße, nach dem Wettersteingebirge, ehemals auf Freisinger Gebiet gelegen |                 |
| Widmannstraße                 | Freising-Tuching       | Widman (1661–1721) war erster Abt des Klosters Neustift |                 |
| Wies                          | Wies                   | Wieskirche nördlich von Freising | Bilderkategorie |
| Wiesenthalstraße              | Freising-Neustift      | führt von der Neustifter Kirche Richtung Norden durchs Wiesental | Bilderkategorie |
| Wippenhauser Straße           | Freising               | führt Richtung Wippenhausen, ehemals auch Ölstraße genannt, da an den Hängen östlich davon Flachs angebaut wurde und daraus Leinöl gewonnen wurde | Bilderkategorie |
| Xaverienthal                  | Xaverienthal           | Einöde bei Altenhausen; Diese lag eigentlich im Grünthal, jedoch wurde die dort betriebene Gaststätte von Xaver Eieresser von ihm als Xaverienthal (nach seinem Vornamen) beworben. 1865 wurde der Name von den Behörden übernommen. |                 |
| Zeisigweg                     | Freising-Lerchenfeld   | Zeisige, Vogelgattung aus der Familie der Finken |                 |
| Zellhausen                    | Zellhausen             | - |                 |
| Zellhauser Straße             | Tüntenhausen           | verbindet Tüntenhausen mit Zellhausen |                 |
| Zentralallee                  | Flughafen              | Autobahnähnliche Haupterschließungsstraße des Flughafens, an beiden Seiten von Baumreihen begleitet | Bilderkategorie |
| Ziegelgasse                   | Freising-Altstadt      | führte zu den Lehmgruben außerhalb der Stadt, die den Rohstoff für die Ziegelherstellung lieferten | Bilderkategorie |
| Zimmermannstraße              | Freising-Neustift      | Johann Baptist Zimmermann, deutscher Maler und Stuckateur des Barock und Rokoko, u. a. Klosterkirche Neustift |                 |
| Zollinger Straße              | Tüntenhausen           | Bundesstraße 301, führt von Freising über Zolling weiter nach Norden |                 |
| Zugspitzstraße                | Freising               | Zugspitze, höchster Berg Deutschlands, ehemals auf dem Gebiet des Hochstiftes Freising gelegen |                 |
| Zum Xaverienthal              | Altenhausen            | führt zum Xaverienthal s. o. |                 |
| Zur Autobahnmeisterei         | Attaching              | Standort der Autobahnmeisterei an der A 92; auch Franz-Steidl-Straße nach einem tödlich verunglücktem Polizisten (nicht offiziell umbenannt) |                 |
| Zur Isar                      | Achering               | führt in die Isarauen |                 |
| Zur Mühle                     | Attaching              | ehemaliger Standort der Haarpudermühle an der Goldach des fürstbischöflichen Hofs |                 |
| Zur Schwabenau                | Freising-Lerchenfeld   | von mhd. schwab oder schwaib für schwankender Sumpfboden, da direkt an der Isar gelegen |                 |
| Zurnhausen                    | Zurnhausen             | - |                 |
| Zweigstraße                   | Freising               | Bezeichnung für Sackgassen, die später zur nächsten Straße hin verlängert wurden | Bilderkategorie |